# Chaînon Bridger (Montana)
Pour l’article homonyme, voir Chaînon Bridger (Wyoming).
Le chaînon Bridger est un massif montagneux des Rocheuses situé dans le Montana, aux États-Unis, et culminant à 2 946 mètres d'altitude au pic Sacagawea. Il est nommé en hommage au mountain man Jim Bridger.

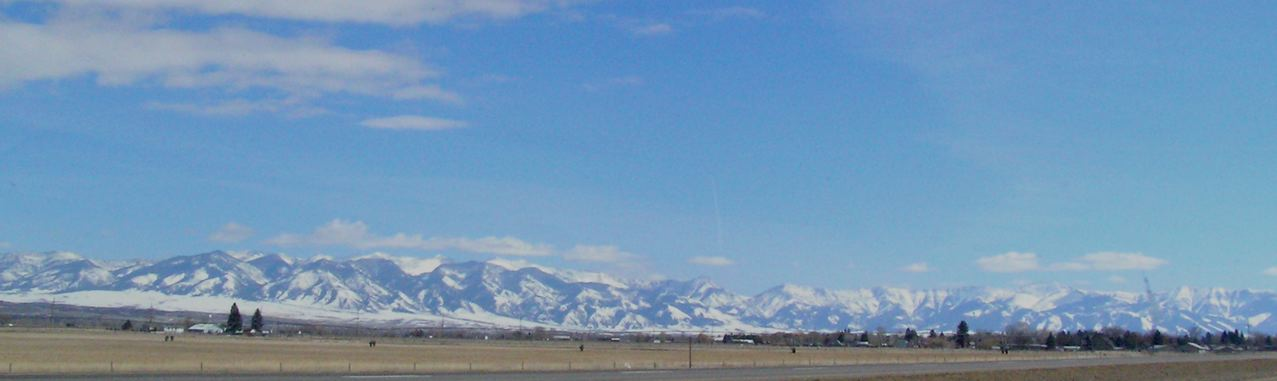
Vue panoramique du chaînon Bridger.